# 切爾尼亞京齊
49°38′15″N 28°9′53″E / 49.63750°N 28.16472°E
切爾尼亞京齊（烏克蘭語：Чернятинці），是烏克蘭的村落，位於該國西南部文尼察州，由赫梅利尼克區負責管轄，面積1.3平方公里，海拔高度261米，2001年人口433，人口密度每平方公里333.08人。